# Decimus Fonteius Frontonianus Lucius Stertinius Rufinus
 (mai 2016).
Decimus Fonteius Frontonianus Lucius Stertinius Rufinus (fl. 160-163) était un homme politique de l'Empire romain.

## Vie
Fils de Decimus Fonteius Fronto et de sa femme Stertinia Rufina, fille de Lucius Stertinius Noricus.
Il était légat d'Auguste propréteur en Numidie entre 160 et 161/162, consul désigné en 162 et consul suffect en 162/163.
Il s'est marié avec Numisia Celerina. Ils ont eu un fils, un Decimus Fonteius, le père de Fonteius Maximus.